# 2116 Mtskheta
A 2116 Mtskheta (ideiglenes jelöléssel 1976 UM) a Naprendszer kisbolygóövében található aszteroida. Richard Martin West fedezte fel 1976. október 24-én.